# توني فيديغال
توني فيديغال هو لاعب كرة قدم برتغالي في مركز الوسط، ولد في 1 مارس 1975 في الواس في البرتغال. لعب مع إشتوريل برايا وفيتوريا سيتوبال ونادي فارزيم.

## وصلات خارجية
- توني فيديغال على موقع قاعدة بيانات كرة القدم.إي يو (الإنجليزية)